# Bolesław Karpiński
Bolesław Karpiński (ur. 21 kwietnia 1879 w Wadowicach, zm. 21 października 1939 w Lesznie) – żołnierz Legionów Polskich i Wojska Polskiego, kawaler Krzyża Walecznych, pisarz, tłumacz, publicysta, malarz i pedagog.

## Życiorys
Urodził się 21 kwietnia 1879 w Wadowicach, w rodzinie Alfonsa i Barbary z Piszów. Absolwent Uniwersytetu Jagiellońskiego. Uczył w gimnazjach w Krakowie, Rzeszowie (1910–1911), Tarnowie (1912–1914), i Piotrkowie. W czasie I wojny światowej służył w 2 pułku Legionów, później prowadził kursy gimnazjalne dla oficerów. Jako kapitan uczestniczył w wojnie polsko-bolszewickiej. W 1921 odznaczony Krzyżem Walecznych.
Po opuszczeniu Małopolski przyjechał wraz z rodziną (1 maja 1921 roku) do Leszna. Uczył języka polskiego i łaciny w Państwowym Gimnazjum J.Á. Komenský'ego. Pracował ponadto jako nauczyciel kontraktowy w innych szkołach Leszna: Szkole Rolniczej, Państwowej Szkole Budownictwa i Miejskim Gimnazjum Żeńskim im. Marii Konopnickiej. Uczył języka polskiego w niemieckim Prywatnym Gimnazjum Humanistycznym im. Immanuela Kanta. Miał tytuł profesora szkół średnich. 
Integralną częścią jego pracy dydaktyczno-wychowawczej była działalność pozalekcyjna. Był opiekunem organizacji młodzieżowych, pracował z uczniami w kołach zainteresowań. Przy gimnazjum męskim zorganizował teatr szkolny. W teatrze szkolnym wystawił w swym tłumaczeniu tragedię Eurypidesa Alkestis, a później, również we własnym tłumaczeniu, komedię Terencjusza pt. Bracia. To ostatnie przedstawienie pokazano kilkakrotnie w Lesznie oraz w Ostrowie, Rawiczu, Kościanie i Wolsztynie. Przygotowane zostało na Powszechną Wystawę Krajową, która z okazji 10-lecia odzyskania niepodległości odbyła się w 1929 roku w Poznaniu. 
Wydał dramat o Zawiszy Czarnym pt. Sulima i zbiór fraszek. Jest autorem kilku przekładów z literatury klasycznej. W 1921 w Głosie Leszczyńskim ukazało się osiem jego wierszy. 
Działacz kultury w Lesznie, jeden z założycieli Leszczyńskiego Towarzystwa Krzewienia Nauki i Sztuki, malarz, rysownik i karykaturzysta, recenzent teatralny, autor prac o sztuce, poeta, publicysta prasy lokalnej i badacz — regionalista. Był autorem zapisków od momentu aresztowania 8 września 1939 do egzekucji.
Przed wybuchem II wojny światowej Bolesław Karpiński został wytypowany jako jeden ze szczególnie niebezpiecznych dla Rzeszy (niem. Sonderfahndungsbuch Polen) przez V kolumnę miejscowych Niemców. Był autorem relacji z przebiegu internowania. Według odpisu niemieckiego wykazu wydanych kar śmierci Bolesław Karpiński w rubryce zawierającej informacje obciążające wpisane ma: Wróg Niemiec, legionista. Rozstrzelany podczas publicznej egzekucji przeprowadzonej w ramach Operacji Tannenberg pod murem więzienia w Lesznie. Zginął z okrzykiem: „Jeszcze Polska nie zginęła”.
Pochowany w nieoznakowanej zbiorowej mogile, poza murem cmentarnym na alei do Borowej Karczmy. W każdą rocznicę egzekucji, pod tablicą odsłoniętą 21 października 1945 upamiętniającą to wydarzenie odbywa się uroczysty apel poległych. 21 października 1986 odsłonięto też tablicę z nazwiskami ofiar mordu na zbiorowej mogile.
Bolesław był żonaty z Heleną z Albrechtów.
Jest patronem ulicy w Lesznie.

## Ordery i odznaczenia
- Krzyż Niepodległości – 24 maja 1932 „za pracę w dziele odzyskania niepodległości”[14][15][16]
- Krzyż Walecznych

## Twórczość poetycka i dramatyczna
Jest autorem dramatu o Zawiszy Czarnym pt. Sulima, zbioru fraszek, oraz kilku przekładów z literatury klasycznej.
Wydał książeczkę dla dzieci oraz tom poezji zawierający zbiór wierszy wojennych i legionowych. Teatry szkolne i zawodowe wystawiały jego dramaty Julka i Król Jan III, a bardzo wielkim powodzeniem cieszyła się napisana wierszem bajka Czerwony Kapturek.,
Wiele utworów Bolesława Karpińskiego ukazywało się w prasie leszczyńskiej, a znaczna ich część pozostała jeszcze w rękopisie.
Był także znanym publicystą. Współpracował z Głosem Leszczyńskim, którego przez pewien okres był redaktorem. Jego artykuły ukazywały się w fachowych pismach pedagogicznych, wydawnictwach poświęconych literaturze greckiej i rzymskiej jak również na łamach prasy lokalnej 
i w wydawnictwach okolicznościowych.
Wydał drukiem fraszki Figle i erotyki sowizdrzalskie, wspomnianą bajkę dla dzieci Czerwony Kapturek oraz zbiór wierszy wojennych i legionowych pt. Rok 1914–1920. Znaczna część wierszy pozostała w rękopisie, niektóre znalazły się w wydawnictwach zbiorowych, m.in.: takich jak Zbiór wierszy nowoczesnych, Poeci Ziemi Leszczyńskiej, Krople wrzącej krwi: Powstanie Wielkopolskie w poezji i pieśni.
Dramat Karpińskiego, napisany w Krakowie w 1909 roku pt. Prolog, poświęcony Zygmuntowi III Wazie, nagrodzono w konkursie Akademickiego Koła Artystycznego Miłośników Dramatu Klasycznego i Koła Slawistów Uniwersytetu Jagiellońskiego.